# Filthy Lucre Live
Filthy Lucre Live – koncertowy album zespołu Sex Pistols nagrany 23 czerwca 1996 podczas występu w Finsbury Park w Londynie.

## Lista utworów
1. „Bodies"
2. „Seventeen"
3. „New York"
4. „No Feelings"
5. „Did You No Wrong"
6. „God Save the Queen"
7. „Liar"
8. „Satellite"
9. „(I'm Not Your) Steppin' Stone"
10. „Holidays in the Sun”
11. „Submission"
12. „Pretty Vacant"
13. „E.M.I."
14. „Anarchy in the U.K."
15. „Problems"
16. „Buddies” (tylko w japońskim wydaniu albumu)
17. „No Fun” (tylko w japońskim wydaniu albumu)
18. „Problems” (Chris Spedding Demo) (tylko w japońskim wydaniu albumu)

## Skład
- Johnny Rotten - wokal
- Steve Jones - gitara, wokal
- Glen Matlock - gitara basowa, wokal
- Paul Cook - perkusja